# Книги Российской Федерации
«Книги Российской Федерации» — государственный библиографический указатель (ГБУ), выпускаемый Российской книжной палатой и аккумулирующий материалы текущей библиотечной регистрации, включённые в «Книжную летопись» (с некоторыми сокращениями: не включаются препринты, информационные издания, книжки-игрушки, повторные издания учебников для средней школы, отдельные выпуски сериальных изданий, имеющих тематические заглавия). Он предназначен для быстрого нахождения сведений о книгах и брошюрах, изданных за учетный период.
Под названием «Ежегодник книги СССР» выходит с 1927 года; под современным названием — с 1994 года. Издается в количестве 6—10 томов (объемом 600—800 страниц каждый) один раз в год.
Первые тома содержат библиографические записи, расположенные в систематическом порядке согласно УДК. Последний том обычно содержит справочный аппарат: именной указатель, указатель заглавий, указатель книг, изданных не на русском языке, предметный указатель и другие. Нумерация записей едина для всех томов.